# Evaporimeter

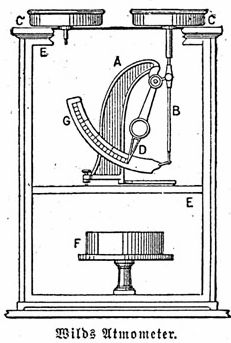

Evaporimeter, eller atmometer, är ett vetenskapligt instrument som används för att mäta hastigheten hos avdunstning. En ofta använd typ är Piche-evaporimetern. Tekniken uppfanns av antingen den holländske forskaren Pieter van Musschenbroek (1692 – 1761) eller den skotske matematikern och ingenjören John Leslie (1766 – 1832).

## Funktion
En vanlig konstruktion består av ett graderat glasrör fyllt med vatten, som får avdunsta genom en liten skiva av poröst material, t.ex. läskpapper. Avdunstningsintensiteten avläses på förändringen av vattenpelarens höjd.
Avdunstningen från en vattenyta i naturen kan mätas med t.ex. en GGI-3000 evaporimeter, vilken består av ett vattenfyllt kärl, som är nedsänkt i marken, med en fri vattenyta på 3 000 cm².

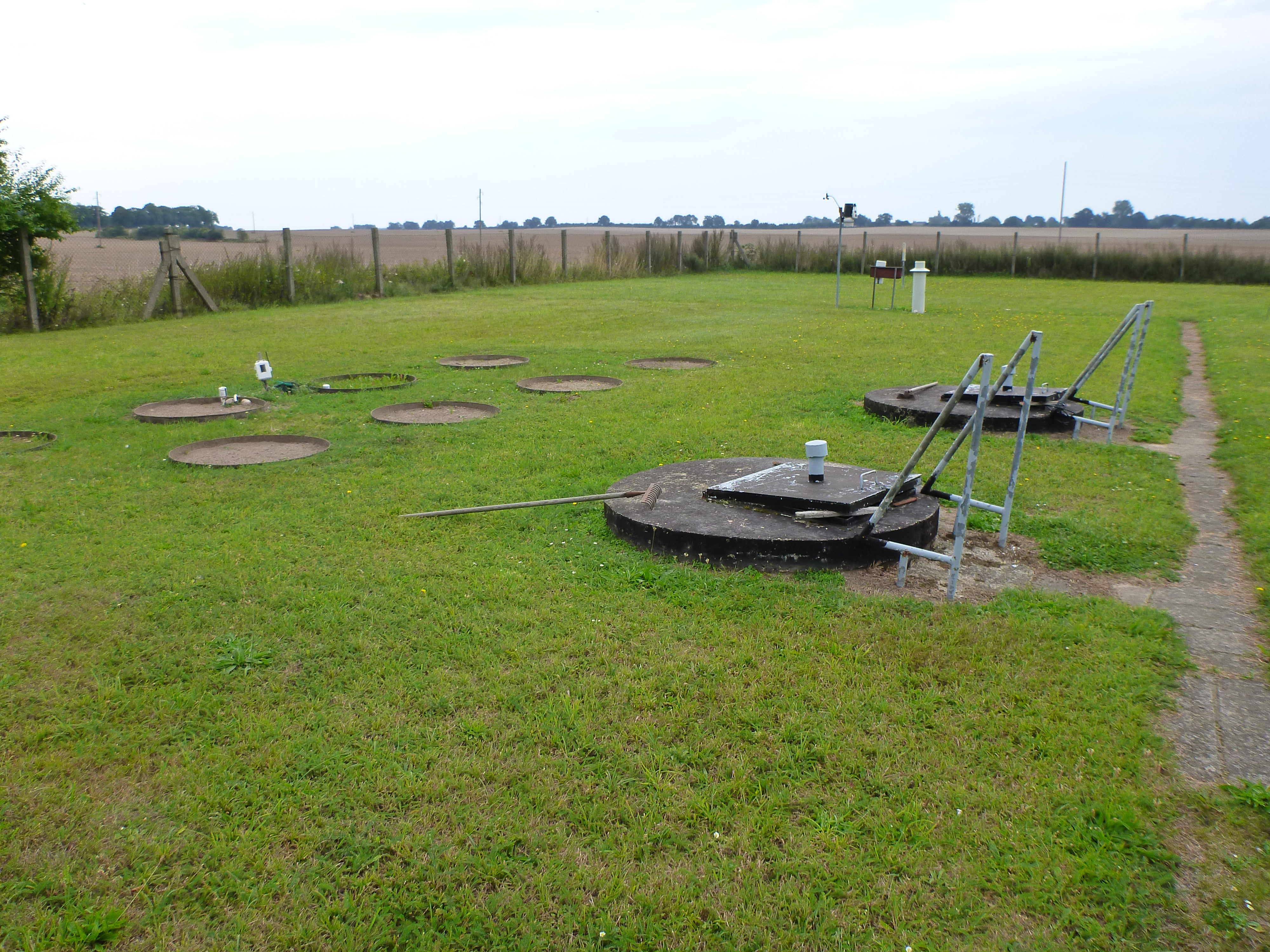
Lysimeterstation i Kittendorf i Tyskland.

## Tillämpning
Avdunstningen eller evapotranspirationen från en gräsmatta eller ett sädesfält kan mätas med en lysimeter, d.v.s. ett kärl med 1 m² yta nedsänkt i marken och fyllt med jord samt bevuxet med vegetation. Genom att bestämma den vattenkvantitet som krävs för att upprätthålla en konstant grundvattennivå i lysimetern kan den potentiella (högsta möjliga) evapotranspirationen bestämmas.